# 쇼아 기념관

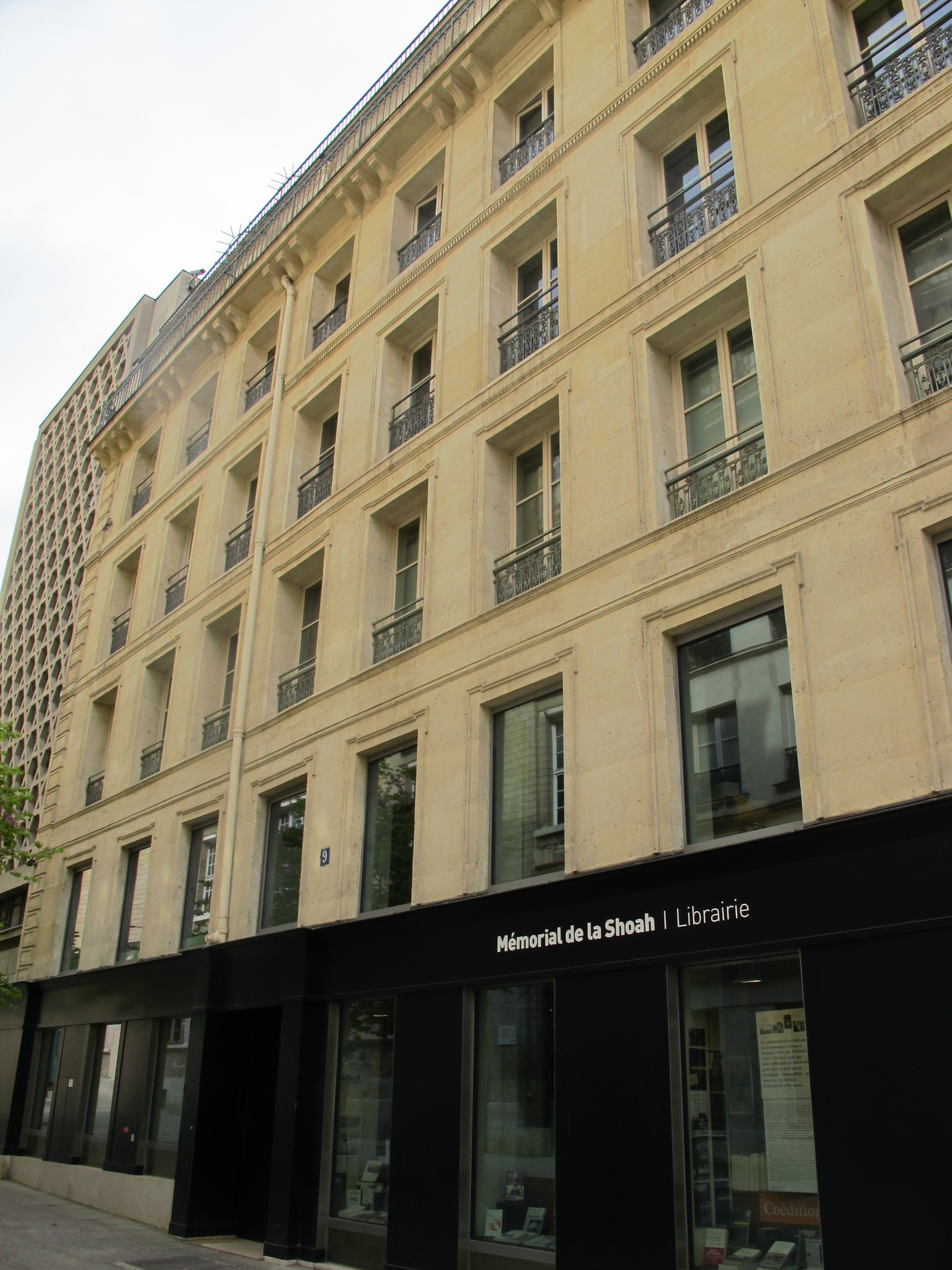
쇼아 기념관

쇼아 기념관(프랑스어: Mémorial de la Shoah)은 프랑스 파리에 위치한 유대인 박물관이다. 7만 6000명의 희생자 이름이 새겨진 이름의 벽이 있으며, 홀로코스트에 관한 사진 및 정보가 전시되어 있다.

## 같이 보기
- 유대 역사 미술관